# Gaetano Callani
Gaetano Callani, né le 16 janvier 1736 à Parme et mort le 6 novembre 1809 dans la même ville, est un peintre et sculpteur italien de style néo-classique, principalement actif dans sa ville natale de Parme. 

## Biographie
Fils de Gaetano et de Maria Franzoni, Gaetano Callani naît le 16 janvier 1736 à Parme, alors que son père est déjà mort. 
Il est l'élève de Giambettino Cignaroli.
Il aide à décorer la salle des cariatides (1774-1776) au palais royal de Milan. À Parme, il apporte sa contribution avec les statues d'Ésaïe et de St Jean l'Évangéliste pour l'église de l'Annunziata et les Béatitudes pour l'église de Sant'Antonio Abate, Parme. Ses deux enfants, Francesco (1779-1844) et Maria Callani, sont également peintres. 
Il meurt le 6 novembre 1809 dans sa ville natale.